# Zdeňka Veřmiřovská
Zdeňka Veřmiřovská, née le 27 juin 1913 à Kopřivnice (Autriche-Hongrie) et morte le 13 mai 1997 à Prague (République tchèque, est une gymnaste artistique tchécoslovaque. 

## Biographie
Aux Championnats du monde de gymnastique artistique 1934, elle est médaillée d'or par équipes.
Elle remporte la médaille d'argent en concours général par équipes aux Jeux olympiques de 1936 à Berlin, la médaille d'or par équipes et la médaille d'argent du concours général des Championnats du monde de gymnastique artistique 1938 et la médaille d'or par équipes aux Jeux olympiques de 1948 à Londres. 